# 콜번투코투코
콜번투코투코(Ctenomys colburni)는 투코투코과에 속하는 설치류의 일종이다. 아르헨티나에서만 알려져 있다. 투코투코속의 다른 종과 마찬가지로 현지에서 "투코투코"로 불리며, 땅을 파는 남아메리카 포유류 중에서 가장 작다. 미국 동물학자 알렌(Joel Asaph Allen)이 1903년에 처음 기술했다.